# Akronim rekurencyjny
Akronim rekurencyjny (ang. recursive acronym) – akronim, który odnosi się do siebie w reprezentowanym wyrażeniu.
Akronimy tego typu są jednym z przejawów stosowanej kultury hakerskiej. Z tego też powodu szczególnie upodobali je sobie między innymi twórcy wolnego oprogramowania. Pierwsze akronimy rekurencyjne używane były w MIT.

## Przykłady
Do najbardziej znanych akronimów rekurencyjnych zaliczyć można:
- GNU – GNU’s Not Unix
- Linux – Linux Is Not UniX
- PHP – PHP Hypertext Preprocessor
- LAME – Lame Ain’t MP3 Encoder
- Wine – Wine Is Not an Emulator
- Hurd wraz z Hird to para wzajemnie rekurencyjnych (tzw. korekursja) akronimów
  - Hurd = Hird of Unix-replacing daemons
  - Hird = Hurd of Interfaces Representing Depth
- PLD – PLD Linux Distribution
- Pine – Pine Is Not Elm
- SPARQL – SPARQL Protocol and RDF Query Language
- Visa – Visa International Service Association
- XNA – XNA’s Not Acronymed
- JACK – JACK Audio Connection Kit
- YAML – YAML Ain’t Markup Language
- ALLEGRO – Allegro Low Level Game ROutines